# Мустафа Дагистанли
Мустафа Дагистанли (тур. Mustafa Dağıstanlı, 11 квітня 1931 — 18 вересня 2022) — турецький борець аварського походження, дворазовий олімпійський чемпіон, триразовий чемпіон світу, призер Кубка світу. Один з найтитулованіших борців в історії турецької боротьби. У 2009 році введений до Всесвітньої Зали слави Міжнародної федерації об'єднаних стилів боротьби.

## Біографія
Мустафа Дагистанли народився в 1931 році в селі Сегютпинар району Чаршамба ілу Самсун, у сім'ї аварців. Його дід брав участь у
Кавказькій війні проти царської Росії разом з шейхом Шамілем, а при еміграції до Туреччини взяв прізвище Дагистанли, за назвою місця, звідки походив їхній рід. Батьки Дагистанли народилися вже на території Туреччини.
У віці сім років почав займатися боротьбою каракучак (боротьба на поясах), потім — турецькою олійною боротьбою. Спортивною боротьбою зайнявся у 1951 році у віці 19 років, коли служив у збройних силах.. Його тренером став Яшар Догу. Як і багато інших турецьких борців, виступав як на турнірах з греко-римської боротьби, так і на турнірах з вільної боротьби, однак найвищих нагород домігся саме у вільній боротьбі.
За своє життя здобув 389 перемог з 393 сутичок. З них в Туреччині виграв 319 із 320 сутичок, а на міжнародних змаганнях 70 із 73. Мав кілька нічиїх і не зазнав жодної поразки.
Після закінчення спортивної кар'єри Мустафа Дагистанли спочатку зайнявся бізнесом, потім політикою і з 1972 по 1980 році представляв Самсун в турецькому парламенті, обирався від партії «Адалет».

### Особисте життя
Двічі одружений. Перша дружина померла від онкологічного захворювання. Від першої дружини у нього п'ятеро дітей: хлопчик і чотири дівчинки. Від другої дружини два сини. Станом на 2016 році всього у нього було семеро дітей і дванадцять онуків.

## Спортивні результати на міжнародних змаганнях

### Виступи на Олімпіадах
| Змагання                    | Збірна    | Вагова категорія          | Місце  |
| --------------------------- | --------- | ------------------------- | ------ |
| Літні Олімпійські ігри 1956 | Туреччина | вільна боротьба, до 57 кг | Золото |
| Літні Олімпійські ігри 1960 | Туреччина | вільна боротьба, до 62 кг | Золото |

### Виступи на Чемпіонатах світу
| Змагання                        | Збірна    | Вагова категорія          | Місце  |
| ------------------------------- | --------- | ------------------------- | ------ |
| Чемпіонат світу з боротьби 1954 | Туреччина | вільна боротьба, до 57 кг | Золото |
| Чемпіонат світу з боротьби 1957 | Туреччина | вільна боротьба, до 62 кг | Золото |
| Чемпіонат світу з боротьби 1959 | Туреччина | вільна боротьба, до 62 кг | Золото |

### Виступи на Кубках світу
| Змагання                    | Збірна    | Вагова категорія          | Місце  |
| --------------------------- | --------- | ------------------------- | ------ |
| Кубок світу з боротьби 1958 | Туреччина | вільна боротьба, до 62 кг | Срібло |

### Виступи на Середземноморських іграх
| Змагання                    | Збірна    | Вагова категорія                 | Місце  |
| --------------------------- | --------- | -------------------------------- | ------ |
| Середземноморські ігри 1955 | Туреччина | греко-римська боротьба, до 57 кг | Золото |